# 人口不足
人口不足（又稱人口稀少或人口過稀），通常是指一個國家的人口減少至無法支持該國的社會經濟。舉例來說，假如現時已退休的上一輩當年的每個家庭平均有三個小孩，而現時的新一代則平均只有兩個小孩。如果這些退休人士都是依靠社會救助過日，那年輕的一代就不足以維持上一代，從而衍生出各種問題。
人口不足這概念的重點並不是人口的實際數字，而是人口相對於社會的大小。相反地，人口爆炸所關心的是理想人口的絕數值。
很多人都相信日本將會在2014年面對人口不足的危機。解除危機的方法有大量引入外來移民，但若外來移民快速融入日本社會、其生育率會很快降低，若不，則會造成嚴重社會問題；轉移大量資源以有利生育是好的方法，不將資源轉移至讓年輕人可以生育、反而大量引入外來移民，則會讓年輕人認為被洗血統、種族滅絕；而且如果無法進入實質一夫一妻制度及生育的人口稍多、則生育津貼政策就會遭到反對（因為生育津貼背後的高稅率多由低生育率的族群負擔）；南韓和台灣也被預料將來可能會步上日本人口不足的後塵。另外，西歐、加拿大、新加坡及紐澳亦可能面對同樣問題。不過由於引入移民這活動在西歐、加拿大、新加坡及紐澳比起日本、南韓和台灣普遍得多，所以可能會因此拖延這個危機，然而穆斯林移民的大量湧入、他們的高生育率及當中不少人未有融入當地社會，亦引起一些人擔心歐洲將會被伊斯蘭化，而加拿大和紐澳亦可能步上歐洲伊斯蘭化後塵，新加坡則是當地佔多數的華人與移民的價值觀產生磨擦，使新國政府考慮限縮移民的政策。
另外東歐、巴爾幹半島以及俄羅斯，早在1990年第一次冷戰結束時也開始面對人口不足的問題，因為曾長期奉行共產主義甚至鎖國政策，導致這些國家自前共產政權瓦解後新政府實現民主化以來，大量人口因重獲出境自由而外遷至西歐國家和美加等美洲國家生活；加上很多來自中東的難民以及其他外來移民也因為東歐巴爾幹國家工作資金較西歐美加低得多，儘管物價樓價很低也難以吸引他們定居該區；以及這些東歐巴爾幹國家出生率遠低於2.1，導致該地區人口近30年來急速減少，例如保加利亞人口由900萬人暴跌至640萬人、羅馬尼亞由2320萬人暴跌至1900萬人、格魯吉亞由540萬人暴跌至370萬人等。此外東亞的中國大陸和台灣都於2020年代迎來人口負增長，人口不足的問題將逐漸凸顯。而在美國和加拿大方面，很多人都認為人口不足將會使該國的社會安全系統面臨重大考驗或導致經濟衰退，但因為現時固定的外來移民入境(尤其是接收了大量中東和非洲難民)，這個問題得以大大延遲。

## 目前情況
目前（截止公元2022年），全球正面對人口過多問題，而非人口不足。但是，同時也面對人口老化及少子化問題，出生率大幅下跌，不少國家的出生率已低於每名婦女生育少於2名子女，如趨勢持續，未來將可能會面臨人口不足問題。

## 实例
- 2004年的数据显示，在俄罗斯15.5万个村庄中，有1.3万个因为村民全部迁走、去世，无一留存而已经废弃，3.5万个村庄的村民人数不到10人。[2]
- 澳大利亚联邦参议员卢维格于2011年表示，澳洲当前的食物供应链条对满足现时需要绰绰有余。澳洲的粮食产量在主要供应本国人口的基础上，还供养着全世界另外的4000万人。他同时表示，澳洲小型和边远社区所面临的困难，源自人口不足所造成的零售店缺乏和运输费用高企。[3]
- 中國從2022年開始，總人口數持續減少。[4]

## 原因
- 避孕技術普及
- 兩性難以建立互信，尤其是忠誠價值不被重視
- 婚姻及生育年齡過晚
- 平均教育時間冗長
- 事業起步過晚
- 社會風氣改變
- 產業外移
- 資源集中於中老年人
- 年輕人、尤其是年輕男性的勞動價格太低
- 生活的壓力，不想後代面對同樣問題

## 对策
- 鼓励生育、生育補助及托育政策，但必需有效防範社福女王（生育大量子女以獲得津貼女性）及變相一夫多妻制（高生育津貼會讓少數高性吸引力的男性更容易吸引許多女性幫他生孩子，這些人不但可以剝奪其他男人的生育權，又可以將養育責任藉由低薪重稅推給他們；要提高男性的生育的平權程度，必需強化實質一夫一妻制度、生父的養育責任及應得權利）；這些會造成更大的痛苦及社會不公，降低生育補貼政策的支持度（因為有效的生育補貼政策，其成本很高，必需以高稅率支撐）
- 加強兩性互信及（傳統）忠誠價值，人們大多不願意與不單純或不忠誠者（包含有不良紀錄者）維持婚姻或長期伴侶關係、配合此基本人性才能提高生育率
- 教育由重量不重質，改為重質不重量，減少重覆及冗長教育，加強彈性
- 避免產業過度外移，將工作機會留在國內（尤其是適合男性的工作機會）比社會福利更容易維持生育率；許多產業留在本國的長期成本也不會比較高，因為低勞動成本國家也有較高的風險
- 改善未成年者及年輕人的生活及勞動條件，如避免房價過高、重罰壓榨勞工、改善教育品質
- 杜绝童工
- 改善社會制度
- 鼓励移民、但數量不能太多以免惡化勞動條件及年輕族群的性別比(平均而言，年輕女性移民的社會影響較為正面)、而且敵對地區的移民必需更嚴格的限制、否則會造成更大的痛苦
- 禁止中老年人無效急救及無效醫療（縮減失能到死亡的時間），減少死亡前的痛苦及長照負擔；因為人口不足經常伴隨者人口高齡化及高長照負擔的問題
- 不孕稅（但會影響人權自由）
- 單身稅（但會影響人權自由）[5]
- 強制婚姻 （但會影響人權自由）[6][7]
- 教育市民及宣傳生育的好處
- 減少宣傳生育的壞處
- 限制避孕與人工流產

## 結果
- 人口持續減少將導致社會崩潰。
- 越來越多老人得不到足夠照顧，在交稅人口比例少，平均壽命增加的情況下。
- 社會資源不足以照顧大部份人會導致政治的不穩定。
- 非自願單身及非自願無後的人口比例稍高，會導致心理不平衡而做出極端行為，他們可能會失去對孕婦及嬰幼兒的同理心、也可能會反對生育津貼。 [來源請求]
- 當人口減少趨勢已持續一段長時間後，資源提取效率的提高及人口的大幅減少會使每個人可支配的財富大幅提高。